# Cyananthus delavayi
Cyananthus delavayi är en klockväxtart som beskrevs av Adrien René Franchet. Cyananthus delavayi ingår i släktet Cyananthus, och familjen klockväxter. Inga underarter finns listade i Catalogue of Life.